# Plecha heteromeryczna

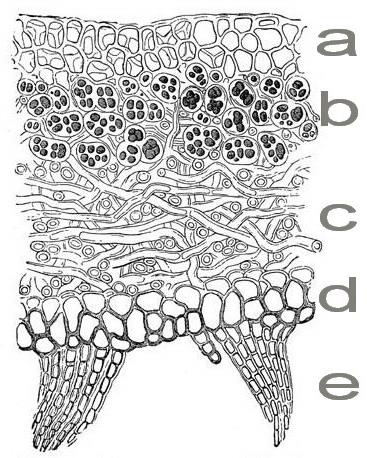
Budowa plechy heteromerycznej: a – kora górna, b – warstwa glonowa, c – warstwa miąższowa, d – kora dolna, e – chwytniki

Plecha heteromeryczna – plecha porostów o budowie warstwowanej. Taką budowę plechy posiada większość porostów. W tej grupie występują wszystkie znane typy morfologiczne plech.
Cechą charakterystyczną plech tego rodzaju jest obecność przynajmniej dwu dobrze wyodrębnionych warstw grzybowych w postaci kory i miąższu oraz warstwy glonowej utworzonej z komórek glonu poprzeplatanych strzępkami grzyba. W dobrze rozwiniętej plesze heteromerycznej wyróżnia się więcej warstw:
- kora górna złożona ze zwartych strzępek grzyba,
- warstwa glonowa składająca się z komórek glona poprzeplatanych strzępkami grzyba
- warstwa miąższowa zbudowana z luźnych strzępek grzyba,
- kora dolna ze zwartych strzępek grzyba z chwytnikami[1].

Przeciwieństwem plechy heteromerycznej jest plecha homeomeryczna.

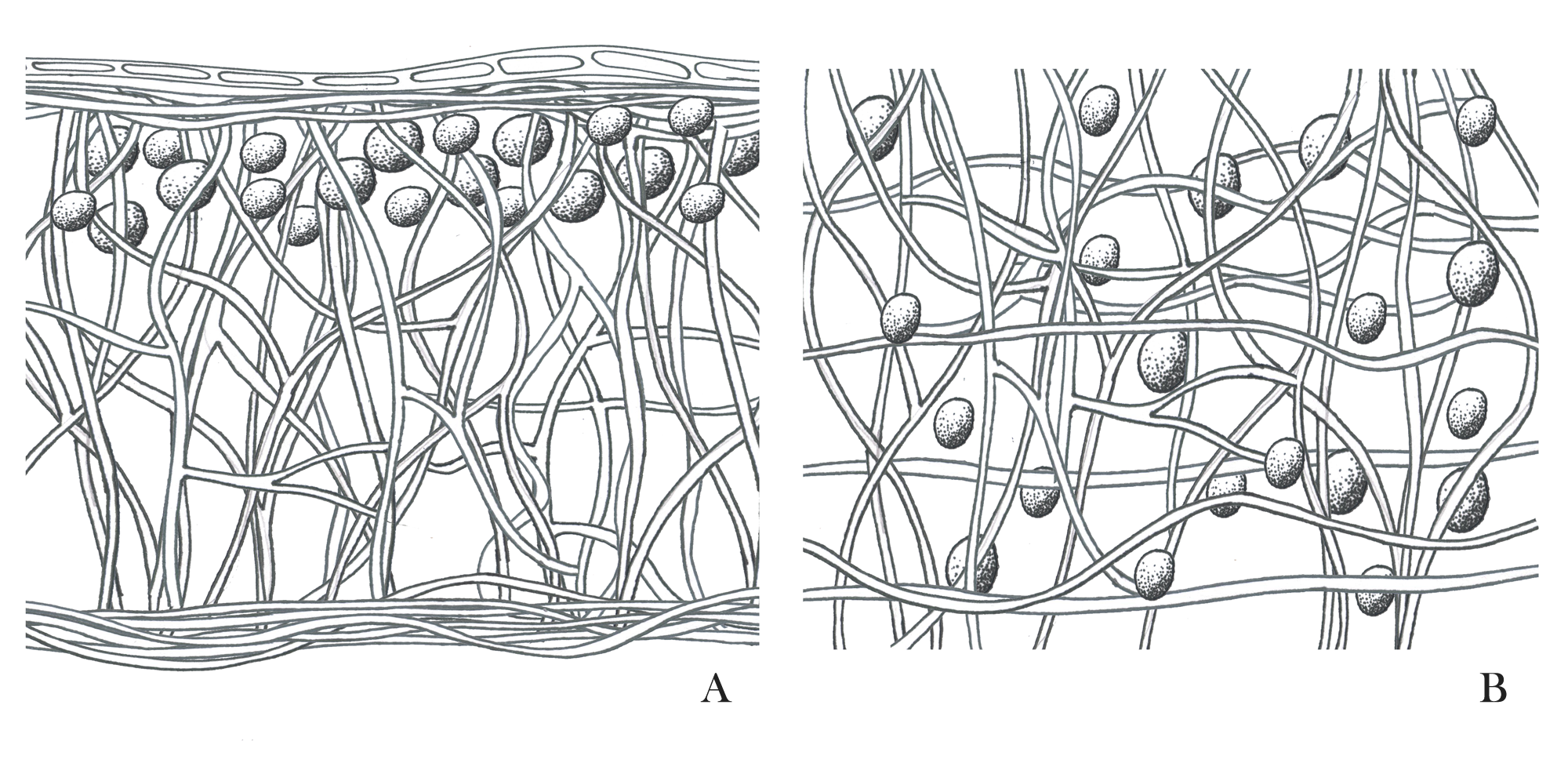
Plecha heteromeryczna (A) i homeomeryczna (B)